# Burejskij rajon
Il Burejskij rajon (in russo Бурейский район?) è un rajon dell'Oblast' di Amur, nella Russia asiatica, con capoluogo Novoburejskij.

## Centri abitati
- Novoburejskij
- Nikolaevka
- Bureja
- Kivdo-Tjukan
- Muravka
- Tjukan
- Talakan
- Alekseevka
- Astašicha
- Vinogradovka
- Doldykan
- Malinovka
- Gomelevka
- Ust'-Kivda
- Bezozërnoe
- Bezymjannoe
- Rodionovka
- Semënovka
- Trechreč'e
- Staraja Rajčicha
- Uspenovka
- Pravaja Rajčicha